# Mädchenschule (Calau)

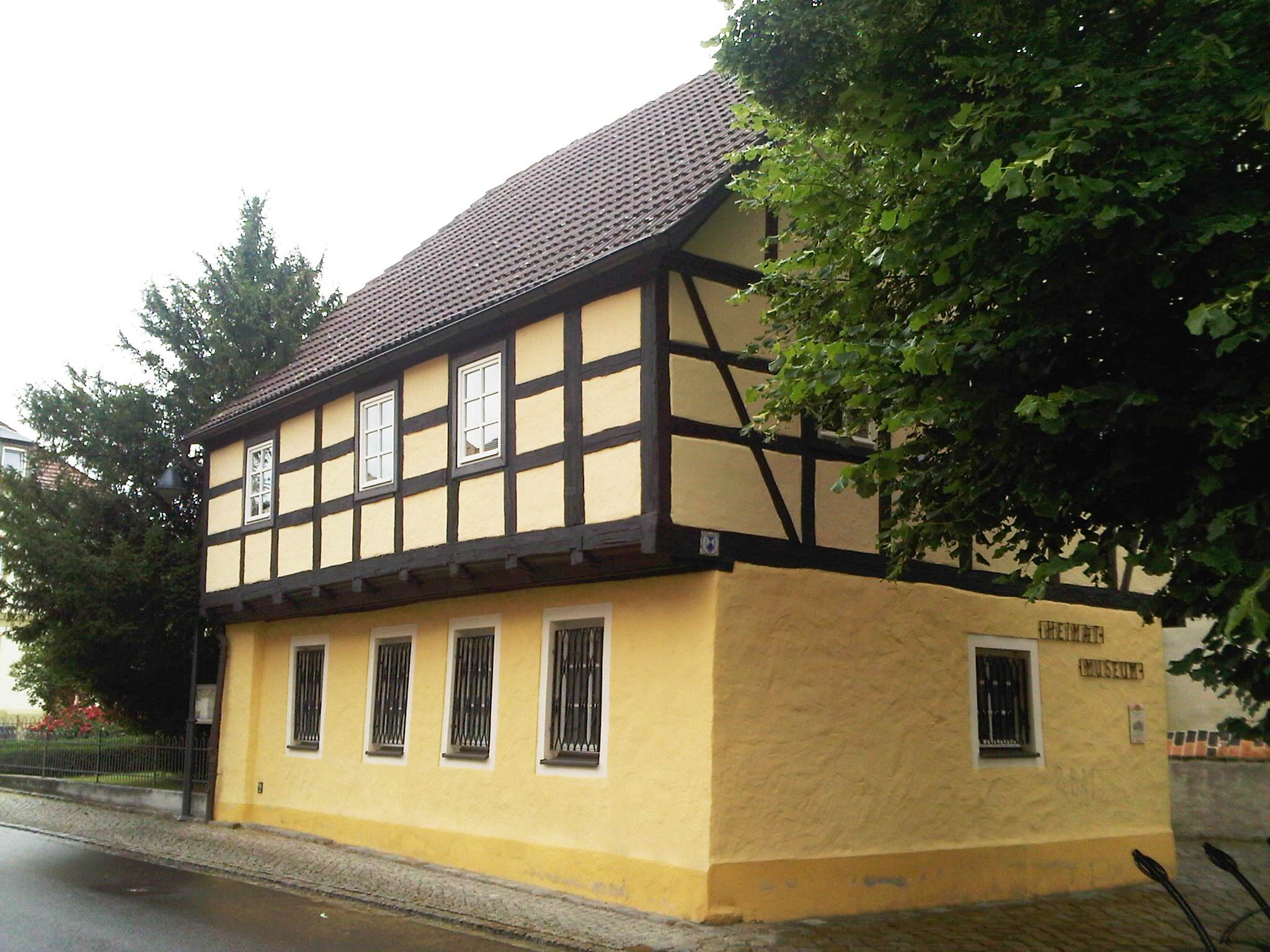
Ehemalige Mädchenschule, heute Heimatmuseum Calau

Die Mädchenschule ist ein denkmalgeschütztes Fachwerkhaus in Calau im südbrandenburgischen Landkreis Oberspreewald-Lausitz.

## Geschichte
Das Gebäude befindet sich in unmittelbarer Nähe zur Stadtkirche aus dem 13. Jahrhundert, wurde aber erst 1789 gebaut. Im Zuge der industriellen Revolution verzeichnete die Stadt zum Ende des 19. Jahrhunderts mit dem Aufkommen der Schuhindustrie einen Bevölkerungszuwachs. Der Platz in der Stadtschule Am Gericht 11 und 12 reichte für die vielen Kinder nicht mehr aus, so dass man von 1887 bis 1908 ein bis zwei Mädchenklassen in dem Gebäude unterrichtete. Es bekam daher im Volksmund den Namen Alte Mädchenschule. Anschließend stand das Gebäude mehrere Jahre leer, bis der Archidiakon Otto Lützen die Initiative ergriff, und 1911 seine Sammlung heimatgeschichtlicher Exponate aus dem Turmstübchen des Rathauses in das Haus verlagerte. Lützen verließ jedoch Calau und die Sammlung verwaiste. 1927 führte sie der Lehrer Bernhard Menzel weiter und eröffnete am 25. Mai 1935 anlässlich der Jahrestagung Niederlausitzer Gesellschaft für Geschichte und Altertumsforschung ein Heimatmuseum. Im Zweiten Weltkrieg kommt es in den Tagen des 19. und 20. April 1945 in der Stadt zu Plünderungen durch die Rote Armee, von denen auch das Museum nicht verschont bleibt. Dennoch konnte das Haus bereits 1961 auf Initiative des Töpfermeisters Fritz Natusch mit Hilfe von Horst Senftleben wieder eröffnen. Seit 1963 ist es das offizielle Heimatmuseum der Stadt. Es wird im 21. Jahrhundert von ehrenamtlichen Ortschronisten und Freunden des Heimatmuseums betreut. Es ist seit 2011 Bestandteil des Witzerundwegs.

## Architektur
Das Gebäude verfügt über einen rechteckigen Grundriss und wurde in Fachwerkbauweise errichtet. Im hellgelb verputzten Erdgeschoss befinden sich zur Straßenseite hin vier rechteckige, braune Sprossenfenster. Das Obergeschoss springt an der Straßenseite heraus. Das Fachwerk ist in diesem Bereich noch durchgängig erkennbar. Es ist mit einem braun eingedeckten Satteldach versehen.

## Ausstellung
Das Museum zeigt typische Fundstücke aus der Frühgeschichte, die bei Ausgrabungen gefunden wurden, beispielsweise Pfeilspitzen und Tonscherben. Daneben sind Gegenstände aus den Zünften des Calauer Handwerks ausgestellt. Dazu gehört eine Schusterecke, die sich mit der Geschichte der Schuhherstellung in Calau befasst.